# Ганс Ліпперсгей
Йоганн (Ганс) Ліпперсгей (Лапрей, Ліппергей, нід. Hans Lippershey, бл. 1570, Везель — вересень 1619, Мідделбург) — нідерландський окулярний майстер німецького походження, найбільш ймовірний винахідник телескопа.

## Біографія
Про першу половину життя Ліпперсгея невідомо практично нічого. В 1594 році він уже жив у Мідделбурзі, де одружився. Його сусідом був Захарій Янсен, якому пізніше також приписували винахід телескопа.

## Винахід телескопа

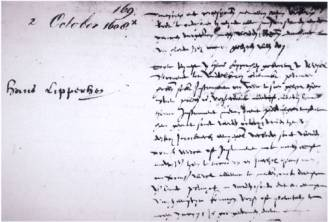
Документ, в якому згадується запит Ліпперсгея на патент

Мідделбург, столиця Зеландії, в кінці XVI століття був одним з найзначніших міст Нідерландів і центром склодувної справи. У 1581 році тут була відкрита перша склодувна піч у Північних Нідерландах, ім'я майстра — Говарт ван дер Гаген. Починаючи з 1590 року, в Мідделбург стали поширюватися нові італійські технології виготовлення скла. Їх вдосконалення врешті-решт і привело до створення телескопа, хоча ніяких нових фізичних принципів у Мідделбурзі не винаходили. Пізніша легенда, що, ймовірно, не має підстав, розповідає, що Ліпперсгей побачив дітей грають з двома лінзами, опуклою й увігнутою, і коли вони склали лінзи, змогли розглянути вежу церкви в деталях. Після цього Ліпперсгей побудував підзорну трубу.
25 вересня 1608 року Ганс Ліпперсгей звернувся в Штати Зеландії, вищий орган управління провінції, з проханням дати рекомендаційний лист для Генеральних штатів об'єднаних провінцій. Лист був йому видано, та між 2 і 6 жовтня при дворі Моріца Оранського в Гаазі Ліпперсгей провів демонстрацію дії свого винаходу, продемонструвавши, що з вежі в Гаазі можна прочитати свідчення годинника на вежі церкви в Делфті, на відстані приблизно 15 кілометрів. При демонстрації були присутні дипломати і державні діячі, які зібралися на переговори про укладення Дванадцятирічного перемир'я. Потенційне військове значення винаходу було очевидне для глядачів. Ліпперсгей запросив фінансової допомоги у Генеральних штатів, і отримав 900 гульденів на удосконалення технології і підготовку десяти фахівців для армії. Запит його на патент був відхилений у зв'язку з тим, що і інші майстри, як Захарій Янсен з Мідделбург і Якоб Метіус з Алкмара вже володіли примірниками підзорних труб, а останній невдовзі після Ліпперсгея подав у Генеральні штати запит на патент.
У 1655 році П'єр Борель опублікував книгу «De vero telescopii inventore …» («Про дійсного винахідника телескопа»), в якій стверджував, що перший телескоп був зроблений Янсеном по чужій моделі. Як описано в книзі, 3 березня 1655 р. міська рада Мідделбурга провела розслідування з питання пріоритету винаходу телескопа. Ні Янсена, ні Ліпперсгея до цього часу давно не було в живих. Два свідки, один з яких син Янсена, підтвердили, що Янсен був винахідником першого телескопа, в той час як три інших свідки вказали на пріоритет Ліпперсгея. Крім того, рада встановила, що перші телескопи почали виготовляти в Мідделбурзі близько 1605 року, і незабаром їх вже робили багато майстрів. Більшість дослідників, враховуючи також заняття Янсена фальшивомонетництвом, схильні вважати Ліпперсгея винахідником телескопа. Однак в 2008 Нідерланди провели святкування 400-річчя винаходу телескопа, на яких честь винаходу була поділена між Янсеном і Ліпперсгеєм.